# Donald Boal

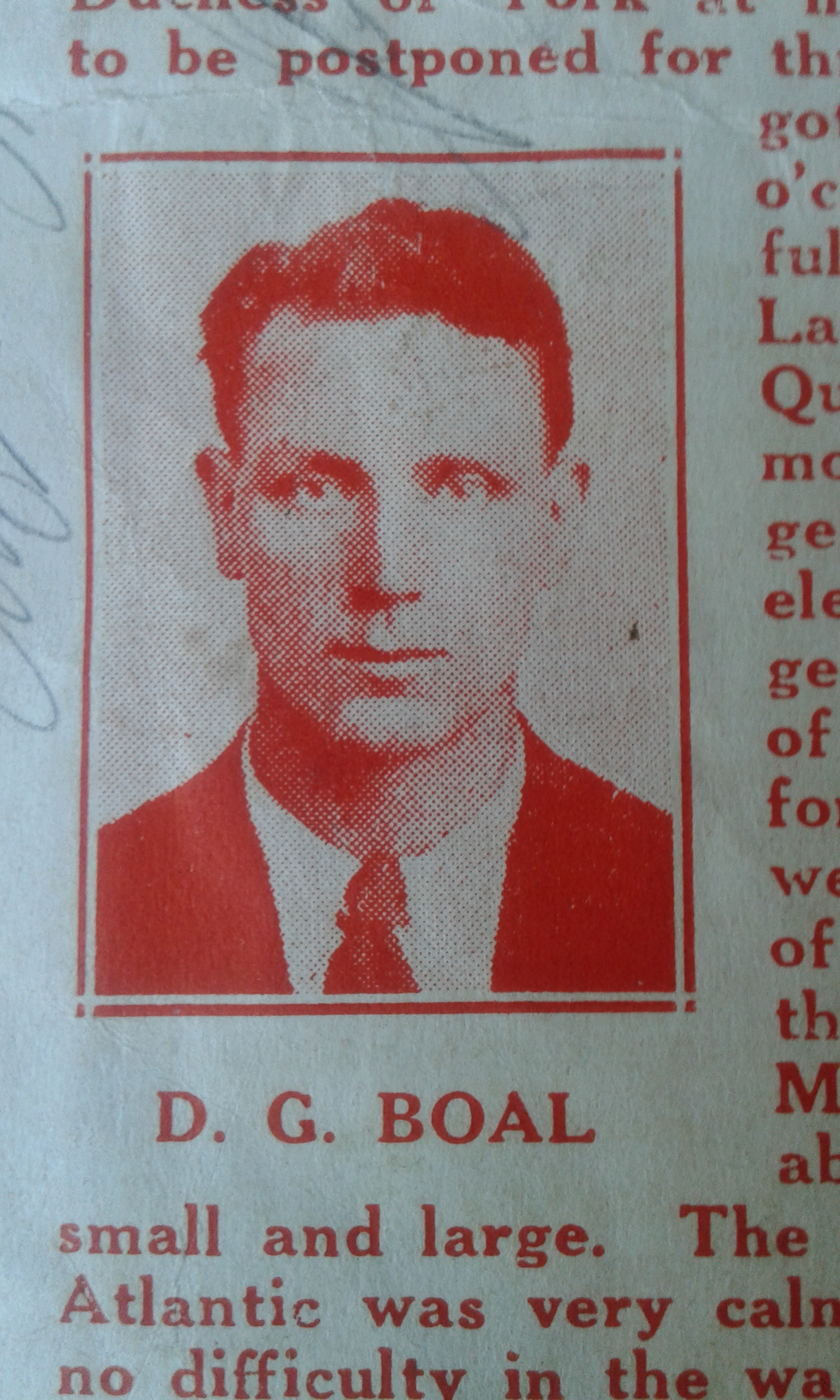
Bild von Donald Boal in einem Zeitungsartikel (1936)

Donald „Don“ Gordon Boal (* 20. September 1907 in Toronto; † 31. Juli 1953 in Ottawa) war ein kanadischer Ruderer, der 1932 eine olympische Bronzemedaille im Achter gewann.

## Sportliche Karriere
Donald Boal vom Hamilton Leander Boat Club gewann 1930 mit dem kanadischen Achter eine Bronzemedaille bei den British Empire Games, die in Hamilton ausgetragen wurden. Zwei Jahre später vertrat er sein Land mit dem Achter vom Hamilton Leander Boat Club bei den Olympischen Spielen in Los Angeles. Earl Eastwood, Joseph Harris, Stanley Stanyar, Harry Fry, Cedric Liddell, William Thoburn, Donald Boal, Albert Taylor und Steuermann George MacDonald belegten im Vorlauf den zweiten Platz hinter dem Boot aus den Vereinigten Staaten und gewannen ihren Hoffnungslauf vor den Neuseeländern. Im Finale siegte der Achter aus den Vereinigten Staaten mit 0,2 Sekunden Vorsprung vor den Italienern. 2,6 Sekunden hinter den Italienern und 0,4 Sekunden vor den Briten erkämpften die Kanadier die Bronzemedaille.
Vier Jahre später qualifizierte sich erneut der Achter aus Hamilton für die Teilnahme an den Olympischen Spielen. Donald Boal kam als Ersatzmann bei der Olympischen Regatta in Berlin aber nicht zum Einsatz. Donald Boal zog es dann beruflich nach Ottawa. Im Zweiten Weltkrieg diente er beim Canadian Provost Corps. Nach dem Krieg war er Trainer an der University of Ottawa, als er 1953 bei einem Verkehrsunfall starb.